# وولدمار نورماگی
وولدمار نورماگی (استونیایی: Voldemar Noormägi؛ ۱۰ اوت ۱۸۹۵ – ۲۸ مه ۱۹۶۸) وزنه‌بردار اهل استونی بود.
وی در مسابقات بین‌المللی در مجموع برندهٔ ۱ مدال برنز شده‌است.